# Aulotrachichthys sajademalensis
Aulotrachichthys sajademalensis är en fiskart som först beskrevs av Kotlyar, 1979.  Aulotrachichthys sajademalensis ingår i släktet Aulotrachichthys och familjen Trachichthyidae. Inga underarter finns listade.